# Bärtiger Ritterling
Der Bärtige Ritterling (Tricholoma vaccinum) ist eine Pilzart aus der Familie der Ritterlingsverwandten (Tricholomataceae). Die Fruchtkörper erscheinen von August bis November in Nadelwäldern. Der Pilz ist wegen seines bitteren Geschmacks ungenießbar. Aufgrund der Huthautstruktur wird der Bärtige Ritterling auch Wolliger oder Zottiger Ritterling genannt. Dagegen nimmt der zweite Namensteil des wissenschaftlichen Artnamens „vaccinum“, abgeleitet vom lat. „vacca“ (= Kuh), auf die kuhrote Hutfarbe Bezug.

## Merkmale

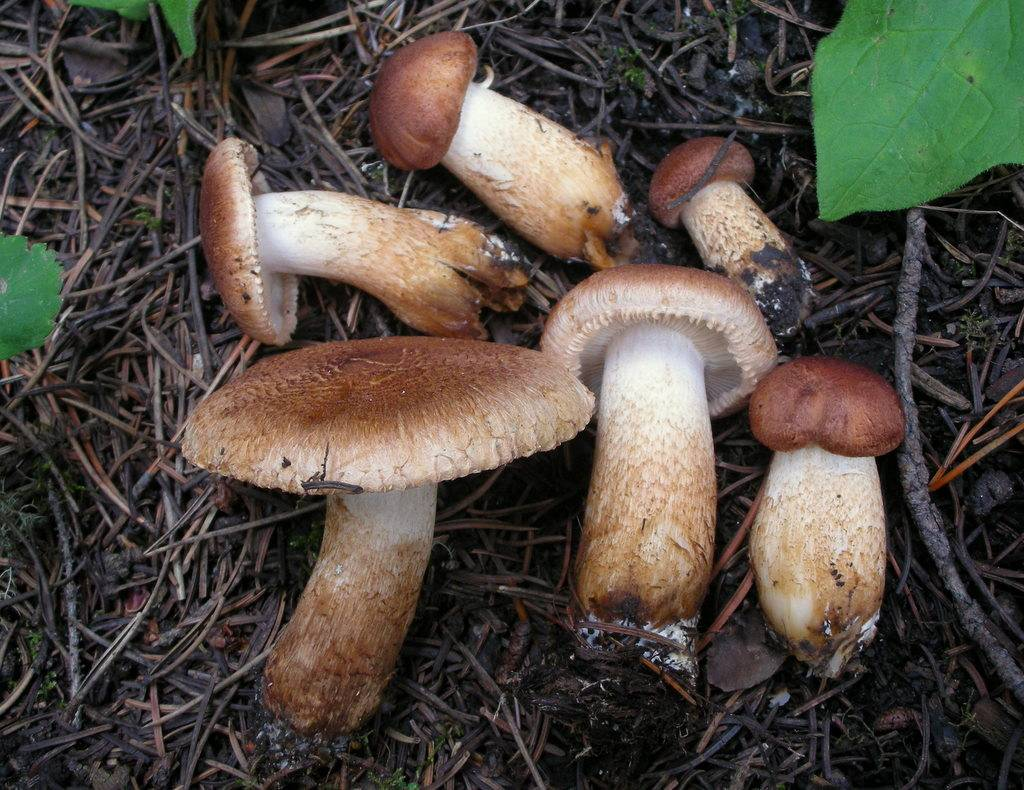
Eine Gruppe Fruchtkörper des Bärtigen Ritterlings

### Makroskopische Merkmale
Der feste und fleischige Hut ist 3–7(–10) cm breit, jung halbkugelig, später abgeflacht und stumpf-gebuckelt. Die Oberfläche ist trocken und matt und warm rot- bis kupferbraun gefärbt. Sie ist mit braunen bis braunroten, konzentrisch angeordneten, sparrigen Schuppen besetzt. Der lange Zeit eingerollte Hutrand ist stark wollig-filzig bis zottig-bärtig und überragt die Lamellen ein wenig. Die ziemlich gedrängt stehenden Lamellen sind ausgebuchtet am Stiel angewachsen und laufen mit einem Zahn daran herab. Junge Lamellen sind weißlich-cremefarben, bekommen dann braunrote Flecken und sind im Alter schließlich bräunlich gefärbt. Die Lamellenschneiden sind schwach wellig und das Sporenpulver weiß und zeigen bei Kontakt mit Iodlösung keine Farbreaktion (inamyloid). Der zylindrische Stiel ist 3–10 cm lang, 1–2 cm breit und wird schon bald hohl. Er ist mit braunen Faserschüppchen besetzt und an der etwas verdickten Basis bräunlich bis braunrot gefärbt. Zur fast weißlichen Spitze hin wird er heller. Eine Ringzone ist nicht erkennbar, aber junge Fruchtkörper haben eine Cortina, die zum Hutrand reicht. Das dünne Fleisch (Trama) ist weißlich, rötet etwas beim Anschneiden und wird dann braun. Es riecht schwach angenehm bis erdig und schmeckt bitter sowie schärflich.

### Mikroskopische Merkmale
Die inamyloiden, rundlich-ovalen bis breit-elliptischen, glatten Sporen messen 5–8 × 4,5–5,5 µm breit.

## Artabgrenzung
Der Bärtige Ritterling hat eine Merkmalskombination, die auch die Bestimmung im Feld problemlos möglich macht. Der Ritterling wächst unter Fichten und hat einen sparrig-schuppigen, trockenen, braun gefärbten Hut. Es gibt noch weitere braunhütige Ritterlinge, die aber unter anderen Begleitbäumen wachsen.
Besonders ältere Exemplare, die einen Teil ihrer zottigen Schuppen verloren haben, können mit dem Feinschuppigen Ritterling (Tricholoma imbricatum) verwechselt werden, der bei Kiefern wächst. Der Stiel des Feinschuppigen Ritterlings wird erst im Alter hohl und ist nicht so brüchig. Ein weiterer braun- und trockenhütiger Ritterling ist der Lärchen-Ritterling (Tricholoma psammopus), dessen Stiel Körnchenschuppen trägt, die beim Sammeln die Finger braun färben. Dieser Pilz schmeckt ebenfalls bitter und ist ungenießbar.

## Ökologie und Verbreitung

Europäische Länder mit Fundnachweisen des Bärtigen Ritterlings.
Legende:
grün = Länder mit Fundmeldungen
cremeweiß = Länder ohne Nachweise
hellgrau = keine Daten
dunkelgrau = außereuropäische Länder.

Der Ritterling erscheint von August bis November häufig in Gruppen oder Reihen im Nadelwald unter Fichten. Im Laubwald kann man ihn nur selten finden. Der Pilz stellt keine besondere Ansprüche an den Boden, wächst aber gern auf Kalkböden. Er ist in ganz Europa weit verbreitet und ist besonders in Süddeutschland ein sehr häufiger Pilz. Im Norden ist er seltener.

## Bedeutung
Der Bärtige Ritterling ist wegen seiner Bitterkeit für die Küche ungeeignet.